# Маргарет Шведская
Маргарет Дезире Виктория, миссис Амблер (швед. Prinsessan Margaretha Désirée Victoria Ambler, род. 31 октября 1934, Дворец Хага, Сольна, Стокгольм) — шведская принцесса, старшая дочь принца Густава, герцога Вестерботтенского и принцессы Сибиллы Саксен-Кобург-Готской. Одна из четырёх старших сестер короля Карла XVI Густава.

## Биография

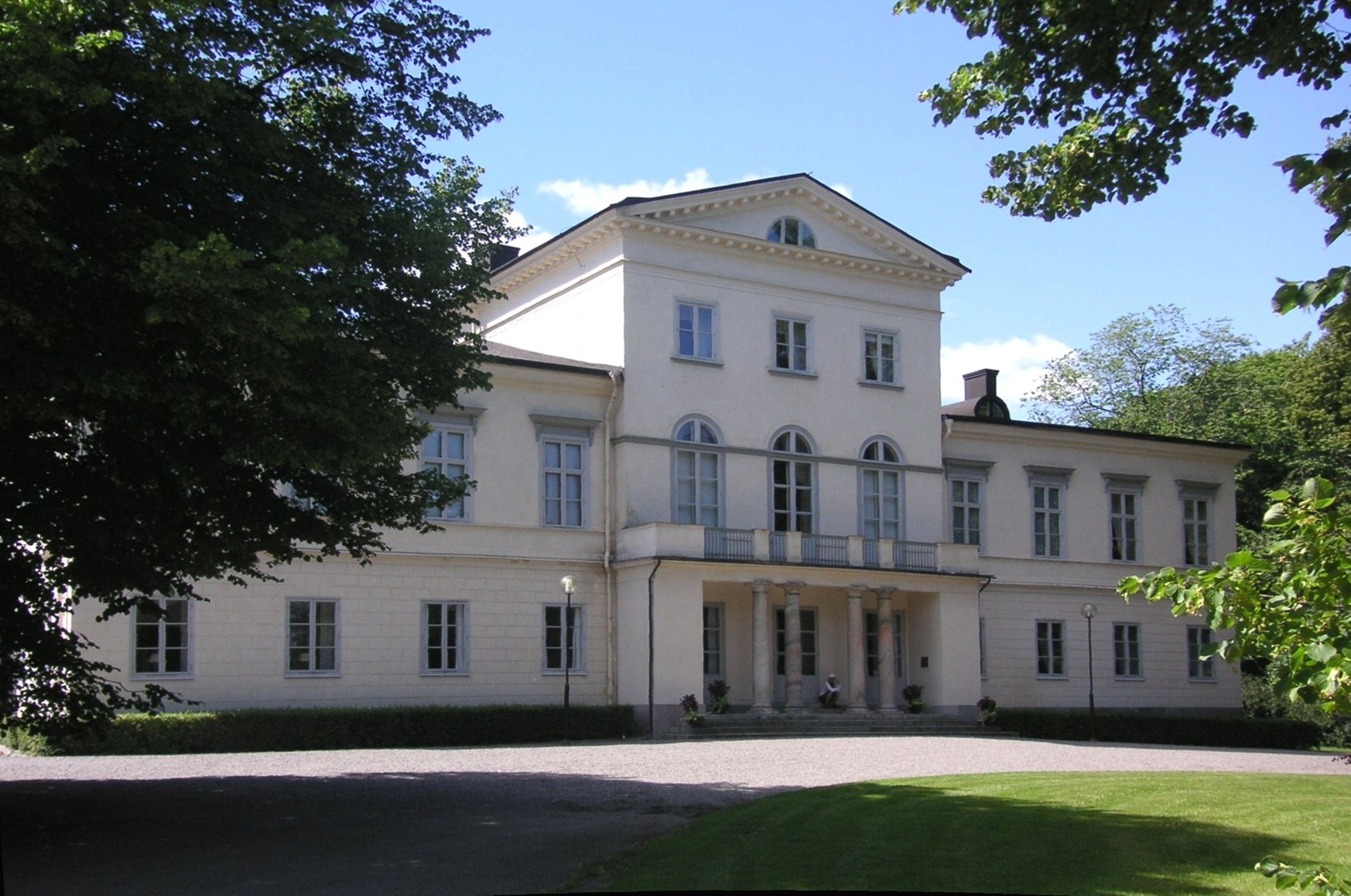
Дворец Хага — парадный фасад.

Принцесса Маргарет Дезире Виктория Шведская родилась 31 октября 1934 года, став первым ребёнком и дочерью в семье принца Густава, герцога Вестерботтенского и принцессы Сибиллы Саксен-Кобург-Готской. Всего в семье родилось пятеро детей: Маргарет (род. 1934), Биргитта (1937—2024), Дезире (род. 1938), Кристина (род 1943) и долгожданный наследник принц Карл (род. 1946)  — король Швеции с 1973 года. Все принцессы родились во Дворце Хага, и с детства их вместе называют «принцессы Хага». Несмотря на то, что Маргарет была старшим ребёнком в семье, она никогда не считалась наследницей шведского престола, так как в то время действовала Конституция, которая исключала право женщин наследовать корону.
Образование принцесса получала от частных учителей во дворце Хага, затем в Стокгольмской швейной школе и в школе Марты. Образованием принцессы занималась лично её тетя, королева Дании Ингрид.
По отцу приходится двоюродной сестрой королеве Дании Маргрете II.
В 1947 году её отец погиб в авиационной катастрофе ещё при жизни деда и прадеда Маргарет. После его смерти в 1950 году вся семья переехала в Королевский дворец в Стокгольме. Учителя говорили, что Маргарет обладает музыкальным слухом.

## Личная жизнь
В начале 1958 года, находясь в Великобритании, она встретила пианиста Робина Дуглас-Хьюма. Между ними завязался роман и они даже хотели объявить о помолвке. Но под давлением королевской семьи, свадьба так и не состоялась. У Робина позже был роман с английской принцессой Маргарет, сестрой Елизаветы II. В 1968 году Робин покончил с собой. 

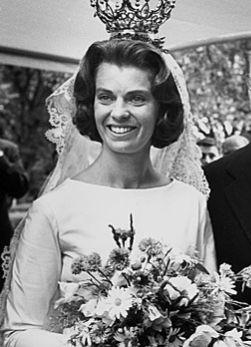
Маргарет в день своей свадьбы

В 1963 году принцесса встретила другого англичанина Джона Амблера. В феврале 1964 года они обручились. 30 июня того же года они поженились на острове Эланд. Эта свадьба считалась частным мероприятием, и была по размаху меньше чем свадьбы её сестер, которые выходили замуж в Стокгольме. После свадьбы, принцесса Маргарет утратила свой титул «Её Королевское Высочество» и стала после этого известна как «Принцесса Маргарет, миссис Амблер». Свадебным подарком от короля и королевы Швеции на свадьбу стала бриллиантовая тиара-кокошник, которая принадлежала бабке Маргарет, британской принцессе Маргарите Коннаутской.
В семье родилось трое детей, которые не имеют права на наследование шведского трона:
- Сибилла Луиза Амблер (род. 1965) — названа в честь своей бабушки по матери, вышла замуж за барона Хеннинга фон Динклед (род. 1971), проживают в Мюнхене, двое детей:
  - Мадлен (р. 1999) - была одной из подружек на свадьбе кронпринцессы Виктории
  - Себастьян (р 2000)
- Карл Эдвард Амблер (род. 1966) — женился на Хелен Росс (род. 1969), двое детей:
  - Сиенна Роз Амблер (род. 2000)
  - Индия Тани Амбер (род. 2003)
- Джеймс Патрик Амблер (род. 1967) — женился на Урсуле Мери Шипли (род. 1965), двое детей:
  - Лили Электра Амблер (род. 2003)
  - Оскар Руфус Амблер (род. 2004)

С 1994 года Маргарет и её муж стали проживать раздельно, но никогда не разводились. Джон Амблер умер 31 мая 2008 года.
Принцесса проживает в Оксфордшире, недалеко от Лондона. Единственным официальным мероприятием принцессы является открытие ежегодного Шведского рождественского базара в Лондоне. Принцесса принимает участие в мероприятиях шведской королевской семьи. Она была гостем на свадьбе кронпринцессы Виктории в 2010 году, а также присутствовала на свадьбе принцессы Мадлен в 2013 году, крестинах её дочери принцессы Леонор в 2014 году, крестинах принца Габриэля в 2017 году.

## Награды
- Дама Ордена Серафимов (Швеция)[6];

Герб принцессы Маргарет в 1934—1964

- Королевский семейный орден короля Карла XVI Густава (1973);
- Юбилейная медаль Его Величества короля Карла XVI Густава (30 апреля 1996);
- Памятная медаль Рубинового юбилея короля Карла XVI Густава (15 сентября 2013)[7];